# Pat Krimson
Pat Krimson, pseudoniem van Patrick Claesen (Hasselt, 17 april 1965), is een Belgische dj en muziekproducer.

## Biografie
In 1989 startte Patrick Claesen in de muziekwereld toen hij begon als promotor bij de platenfirma Antler-Subway. Onder leiding van Roland Beelen en Maurice Engelen deed Patrick er tevens de A&R en richtte het label Dance Opera op. Buiten zijn techno- en dance-uitgaven, die hij deed onder de artiestennaam Pat Krimson, was hij actief in de Vlaamse showbizzwereld. Leopold 3 was een Nederlandstalige popband die succesvol was begin jaren 90; met grote hits als 'Volle Maan', 'Zomernacht', 'Vergeet Mij Nietje'. Leopold 3 won drie keer, in 1993, '94 en '95, Het Gouden Oog bij VTM als beste groep van België. In 1996 ging zanger Erik Goossens solo en ging Pat Krimson de Internationale Tour op met 2 Fabiola met frontvrouw Zohra. Met 'Play this song', 'Lift U up' en 'Freak Out' bereikten ze grote hits in onder andere Spanje, Italië, Scandinavië en Japan. Pat Krimson bereikte zijn eerste nummer 1-hit in Vlaanderen. Ondertussen haalde hij samen met zijn compagnon Olivier Adams veel clubhits zoals 'Taboo Bells' en 'Paranoid in Moscow'. Verder had hij succes met zijn discotheekconcepten Pharao-Dreamland in Halen en de twee AtmoZ-clubs in Hasselt en Vosselaar. In 1999 viel het doek voor de groep 2 Fabiola. Samen met Andres Romero begon hij met Nunca, dat met 'Movin Train' en 'House of Doom' de TMF Award voor beste single won. Deze producties waren hits in de clubs en hitparade. In 2000 verhuisde Pat naar Ibiza. Tot 2008 was hij enkel nog actief in de discotheekwereld.
In 2008 was Pat Krimson een publiekstrekker op de grootste indoorparty van België 'I Love the 90s' in de Ethias Arena in Hasselt. De vernieuwde 2 Fabiola met Loredana De Amicis sloeg aan en men ging weer toeren. In 2014 wonnen ze de Radio 2 Zomerhit met 'She's after my piano'. Met Loredana heeft hij sinds 2015 een relatie. Pat Krimson is in die tijd vooral aan het toeren als dj in binnen- en buitenland. In 2022 brachten ze met 2 Fabiola de single Call my name uit naar aanleiding van hun 1000ste optreden samen sinds 2008. Op 14 februari 2023 trouwde Pat Krimson met Loredana.

## Discografie
| Single met hitnotering(en) in de Vlaamse Ultratop 50 | Datum van verschijnen | Datum van binnenkomst | Hoogste positie | Aantal weken | Opmerkingen   |
| ---------------------------------------------------- | --------------------- | --------------------- | --------------- | ------------ | ------------- |
| Taboo Bells                                          | 1997                  | 05-04-1997            | 31              | 11           |               |
| My Playground                                        | 1997                  | 21-06-1997            | 14              | 13           |               |
| Paranoid In Moscow                                   | 1997                  | 20-12-1997            | 8               | 17           |               |
| Mixmania                                             | 1998                  | 25-04-1998            | 33              | 6            |               |
| Kinky                                                | 1998                  | 13-06-1998            | 11              | 11           |               |
| Movin' Train                                         | 1999                  | 03-07-1999            | 2               | 14           | Met Nunca     |
| Voodoo                                               | 1999                  | 25-12-1999            | 9               | 14           | Met Nunca     |
| Music Will Survive                                   | 2002                  | 03-08-2002            | tip 4           |              | Met DJ Livvvy |
| Las Vegas                                            | 2004                  | 03-04-2004            | 31              | 3            |               |